# Letnie Grand Prix w skokach narciarskich w Szczyrku
Letnie Grand Prix w skokach narciarskich w Szczyrku – zawody w skokach narciarskich, rozgrywane w ramach Letniego Grand Prix/Letniego Grand Prix kobiet na skoczni Skalite w Szczyrku.

## Podia poszczególnych konkursów LGP w Szczyrku

### Kobiety
| Lp | Data            | HS     | Uwagi | 1. miejsce   | 2. miejsce     | 3. miejsce         |
| -- | --------------- | ------ | ----- | ------------ | -------------- | ------------------ |
| 1. | 5 sierpnia 2023 | HS-104 | –     | Nika Križnar | Sara Takanashi | Alexandria Loutitt |
| 2. | 6 sierpnia 2023 | HS-104 | [ a ] | Nika Križnar | Nika Prevc     | Alexandria Loutitt |

### Mężczyźni
| Lp | Data            | HS     | Uwagi | 1. miejsce         | 2. miejsce            | 3. miejsce  |
| -- | --------------- | ------ | ----- | ------------------ | --------------------- | ----------- |
| 1. | 20 lipca 2011   | HS-106 | LPT   | Thomas Morgenstern | Gregor Schlierenzauer | Kamil Stoch |
| 2. | 5 sierpnia 2023 | HS-104 | –     | Władimir Zografski | Aleksander Zniszczoł  | Piotr Żyła  |
| 3. | 6 sierpnia 2023 | HS-104 | [ a ] | Piotr Żyła         | Władimir Zografski    | Luca Roth   |